# Violettoppet turako
Violettoppet turako (latin: Tauraco porphyreolophus) er en turakoart.
Violettoppet turako lever i Burundi, Kenya, Malawi, Mozambique, Rwanda, Sydafrika, Swaziland, Tanzania, Uganda, Zambia og Zimbabwe. Violettoppet turakos sydligste udbredelse er ved Mtamvuna floden på grænsen KwaZulu-Natal-Øst-Kapprovinsen. IUCN kategoriserer arten som ikke truet.